# منطقة بونديشيري
بونديشيري رمزها «PO» (بالإنجليزية: Pondicherry)‏ ، هو تقسيم إداري لدولة الهند تتبع ولاية بونديتشري (بالإنجليزية: Pondicherry)‏ ، مركزها هو مدينة بونديشيري (بالإنجليزية: Pondicherry)‏ عدد سكانها حسب تعداد سنة 2001 هو 735,004 ، مساحتها 293 كم² وكثافة السكان 2,509 لكل كم² .